# Edward Coates
Edward Coates (fl. 1689-1695) est un corsaire colonial américain en service anglais pendant la première guerre intercoloniale puis un pirate actif dans la mer Rouge et l'océan Indien .

## Biographie
En 1689, Coates s'engage à bord du Jacob en tant que marin dans une expédition corsaire, puis sous le commandement du capitaine William Mason, missionné par les fonctionnaires coloniaux de la province de New York d'attaquer les navires français au large des côtes de la province de Québec. Cependant, incapable de trouver des navires français, Mason commence à s'attaquer aux navires anglais et à distribuer le butin à son équipage, dont Coates, ce qui fera finalement jusqu'à 1800 pièces de huit par personne.
Gardant peut-être pour lui une partie des parts de son équipage, Mason disparait après s'être arrêté sur une île de l'océan Indien. Il est en fait retourné à New York avec une partie de son équipage et son quartier-maître Samuel Burgess pour partager le butin, avant de revenir dans la région en tant que capitaine du Pearl. Coates, qui sera soupçonné plus tard d'avoir assassiné Mason, prend le commandement du navire, s'arrêtant sur l'île Sainte-Marie (près de Madagascar) avec le Nassau et ses 16 canons en octobre 1692, avant de retourner à New York. Lorsqu'il retourne à New York, il transporte une partie de l'équipage du pirate James Allison, que Coates avait récupéré après le naufrage du Good Hope, le navire d'Allison, près de Madagascar, bien qu'Allison lui-même n'en faisait vraisemblablement pas partie.
En avril 1693, Coates conclue un accord avec le gouverneur de New York, Benjamin Fletcher, garantissant le pardon de ses actes de piraterie et la non-intervention des autorités de New York contre ses futures attaques de navires, en échange de 1 800 dollars que se seraient répartis le gouverneur et d'autres fonctionnaires coloniaux (la femme du gouverneur aurait aussi reçu des bijoux, de la soie et des châles en cachemire Lorsque Thomas Tew demande une nouvelle commission de corsaire à Fletcher en 1694, Coates se portera caution.
En 1694, Coates sillonne la mer Rouge. Samuel Burgess et Robert Culliford font partie de l'équipage en tant que quartiers-maîtres. L'expédition est couronnée de succès : ils reviennent à New York en 1695 avec 2 800 piastres d'argent par homme. Ils obtiennent un pardon du gouverneur Fletcher en lui livrant le Jacob, qu'il vendra pour son propre compte. En 1697, certains des anciens membres de l'équipage de Coates sont encore à Madagascar et seront tués lors d'un soulèvement indigène.

Le gouverneur Fletcher sera accusé de collusion avec des pirates, Coates figurant en bonne place dans les accusations portées contre lui: 
 Accusations relatives à l'administration du gouverneur Fletcher à New York, qui lui ont été remises à la Commission, le 28 novembre 1698. (1) Qu'il a accepté 700 livres pour permettre au navire le Jacob, revenant d'un voyage pirate, de venir à New York, et pour accorder sa protection à l'équipage. (2) Qu'il a convaincu le Conseil pour qu'il consente de permettre auxdits pirates de bénéficier d'une loi de New York, à laquelle ils n'avaient pas droit. (3) qu'en conséquence, le navire est venu à New York et a été accepté par lui comme cadeau et vendu par lui pour 800 livres. (4) Qu'il a accordé des protections à d'autres pirates contre de l'argent. (5) Qu'aucune mention n'est faite des garanties données dans lesdites protections et qu'aucune des personnes ainsi protégées ne semble avoir été poursuivie pour piratage. (6) Qu'en 1696 il a mis en circulation un coffre d'argent qui avait été saisi à un certain Rayner, pirate lui aussi . (7) Qu'Edward Coates, le pirate, a affirmé qu'il lui avait coûté 1 300 livres pour obtenir la protection du colonel Fletcher. (8) Qu'il a accordé lettres de commission à Tew, Hore et Glover, bien qu'ils n'aient pas de navire à New York, et a parlé ouvertement d'organiser des expéditions pirates. (9) Qu'il était intime avec le pirate Tew et a reçu de l'argent pour les commissions susmentionnées. (10) Qu'il a accordé une commission similaire à  Thomas Moston du navire le Fortune, mais destiné uniquement au commerce illégal. (11) Que les cautions qu'il a prises auxdits pirates en leur accordant des lettres de commission étaient insuffisants et que l'une d'elles a été falsifiée par son secrétaire. … Brouillon. 5 pp. Approuvé le 24 novembre. Remis le 28 novembre 1698.